# Nemzetek Szövetsége mandátum

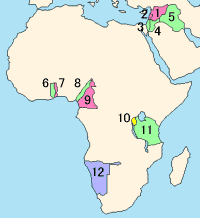
Mandátumok Nyugat-Ázsiában és Afrikában, köztük: 1. Szíria, 2. Libanon, 3. Palesztina, 4. Transzjordánia, 5. Mezopotámia, 6. Brit Togo, 7. Francia Togo, 8. Brit Kamerun, 9. Francia Kamerun, 10. Ruanda-Urundi, 11. Tanganyika, 12. Délnyugat-Afrika.

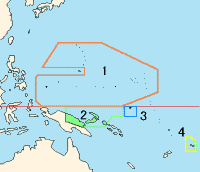
Mandátumok a Csendes-óceánon: 1. Dél-Csendes-óceáni Mandátum, 2. Új-Guineai Terület, 3. Nauru, 4. Nyugat-Szamoa

A Nemzetek Szövetsége mandátum (Népszövetségi mandátum) bizonyos területek jogi státusza volt, amelyek az első világháború után egyik ország ellenőrzése alól egy másiké alá  kerültek, illetve az a jogi keret, amely tartalmazta azokat a nemzetközileg elfogadott feltételeket, amelyek alapján valaki a Nemzetek Szövetsége nevében igazgatott egy területet. 
Az ilyen mandátumok egy egyezmény és egy alkotmány vonásait egyaránt viselték, tartalmaztak kisebbségi jogi klauzulákat és a Nemzetközi Bírósághoz való fordulás jogát.
A népszövetségi mandátumok rendszerét a Nemzetek Szövetsége Egyezségokmányának 22. cikkelye hozta létre és 1919. június 28-án lépett hatályba. Miután a Népszövetséget a második világháború után feloszlatták, a jaltai konferencia úgy döntött, hogy a megmaradt mandátumokat helyezzék az ENSZ gondnoksága alá, és később vitassák meg és döntsék el a sorsukat. A legtöbb mandátum így – Délnyugat-Afrika kivételével – Egyesült Nemzetek gyámság lett.    
A mandátumrendszer két alapelven nyugodott: az egyik, hogy a területet nem foglalták el, a másik, hogy a területet civilizációs kötelességként őslakói javára igazgassák. A Nemzetközi Bíróság Délnyugat-Afrika ügyében 1950-ben adott tanácsadó véleményében kifejtette, hogy a mandátum nem jelent sem területátadást, sem az afeletti szuverenitás átruházását.

## Fordítás
Ez a szócikk részben vagy egészben  a   League of Nations mandate című angol Wikipédia-szócikk ezen változatának fordításán alapul.  Az eredeti cikk szerkesztőit annak laptörténete sorolja fel. Ez a jelzés csupán a megfogalmazás eredetét és a szerzői jogokat jelzi, nem szolgál a cikkben szereplő információk forrásmegjelöléseként.